# محمد المكي إبراهيم
محمد المكي إبراهيم (? - 29 سبتمبر 2024)، هو شاعر سوداني ولد بالأبيض في ولاية شمال كردفان تلقي تعليمة الأولي هناك ودرس الثانوية في مدرسة خور طقت ثالثة أهم ثانويات السودان في العهد ثم تخرج في جامعة الخرطوم كلية القانون، والتحق بوزارة الخارجية في طليعة الملتحقين عام 1966 وظل يعمل بها طيلة ثلاثين عاماً إلى أن اضطرته للاستقالة منها ثورة الإنقاذ الوطني المنسوبة إلى التيار الإسلامي.وبعد استقالته توجه الشاعر إلى الولايات المتحدة حيث واصل عمله الأدبي في مقارعة تلك الحكومة.توفي يوم 29 سبتمبر 2024

## مؤلفاته الشعرية
خلال حياته الشعرية الحافلة نشر المكي أربعة مجموعات شعرية هي على التوالي:
- أمتي 1968
- بعض الرحيق انا والبرتقالة أنت 1972
- يختبيء البستان في الوردة 1984
- في خباء العامرية 1988

وقد ظهرت كلا من تلك الأعمال في عدة طبعات ثم نشرت في مجموعة واحدة عام 2000 من القاهرة.

## أعماله الفكرية
للشاعر كتابات فكرية عديدة بمختلف الصحف السودانية وبعضها مجمع في كتب منها:
- ظلال وافيال
- في ذكرى الغابة والصحراء

وذلك إلى جانب مجموعة مقالات عن ثورة أكتوبر وهي هبة ثورية جرت احداثها في أكتوبر 1964 وكان من نتيجتها الإطاحة باول حكم عسكري استبدادي في تاريخ السودان الحديث. وله أيضا كتاب هام في التاريخ الثقافي لبلاده عنوانه:
- الفكر السوداني أصوله وتطور.

## الجوائز
- حصل علي وسام الآداب والفنون عام 1977.
- لقب شاعر السودان لعام 2024 من الإتحاد العالمي للشعراء.[5]
- رشح لجائزة شاعر العرب.

## وفاته
توفي يوم الاحد 29 سبتمبر 2024 بأحد مستشفيات مدينة الشيخ زايد غرب العاصمة المصرية القاهرة، عن عمر يناهز 85 عاما، بعد صراع مع المرض.